# AN/TPQ-36
AN/TPQ-36 — рухома РЛС контрбатарейної боротьби виробництва компаній Northrop Grumman і ThalesRaytheonSystems (колишня Hughes Aircraft Company, яка була поглинута компанією Raytheon). Дана система призначена для виявлення та відстеження пострілів артилерії та ракетних пусків, для забезпечення контрбатарейного вогню. Радари, як правило, причіпні, буксируються позашляховиками HMMWV.

## Характеристики
AN/TPQ-36 має електронне управління радаром, тобто сама антена не рухається, хоча її положення і може бути змінено вручну. Установка також може підтримувати власну артилерію для більш точного наведення при контрбатарейній боротьбі або просто для коригування вогню.
Установка може знаходити місця розташування мінометів, артилерії, РСЗВ і ракетних пускових установок. Можлива робота з 10 видами зброї одночасно. Виявляє цілі при першому проході.
Виконує сильний сплеск, і від отриманої площини відраховує зареєстровані відгуки. Дозволяє взаємодіяти при тактичному управлінні вогнем. Розраховує місця попадання ворожих снарядів. Максимальна дальність — 24 кілометри, на цій дистанції відстежуються ракети. Артилерійські снаряди відстежуються із відстані 18 кілометрів.
Сектор азимута — 90°. Діапазон антени: Х, 32 частоти.
Електричні характеристики: 115/200 В змінного струму, 400 Гц, 3 фази, 8 кВт. Пік переданої потужності: 23 кВт/хв.
Одночасно відстежує до 99 цілей. Існує режим польових навчань. Цифровий інтерфейс передачі даних.

## Назва
Згідно Joint Electronics Type Designation System назва «AN/TPQ-36» розшифровується наступним чином:
- «AN/» позначає армію (сухопутні війська) і флот (морську піхоту) — система номенклатури JETDS;
- «Т» позначає «транспортабельний» і вказує, що ця установка може транспортуватися, але при цьому не є невід'ємною частиною транспортного засобу (порівняйте з «V» для встановлених на транспортних засобах);
- «Р» вказує на радар;
- «Q» позначає радар спеціального призначення (багатоцільовий), в цьому випадку контрбатарейний;
- «36» позначає 36-е покоління Сімейства TPQ-радарів.

## Модифікації
- У модифікації «AN/TPQ-36 Firefinder (V) 8» збільшена продуктивність системи, поліпшена безпека оператора і знижена вартість життєвого циклу. Велика обчислювальна потужність та доданий малошумний підсилювач для антени радара підвищують дальність виявлення (до 50%), а також точність координат щодо певних небезпек.

## Виробництво
Виробництво AN/TPQ-36 проводить як Northrop Grumman, яка виробляє AN/TPQ-36 (V) 8, так і Hughes Aircraft Company, що виробляє AN/TPQ-36 на своєму заводі в штаті Міссісіпі.

## Оператори

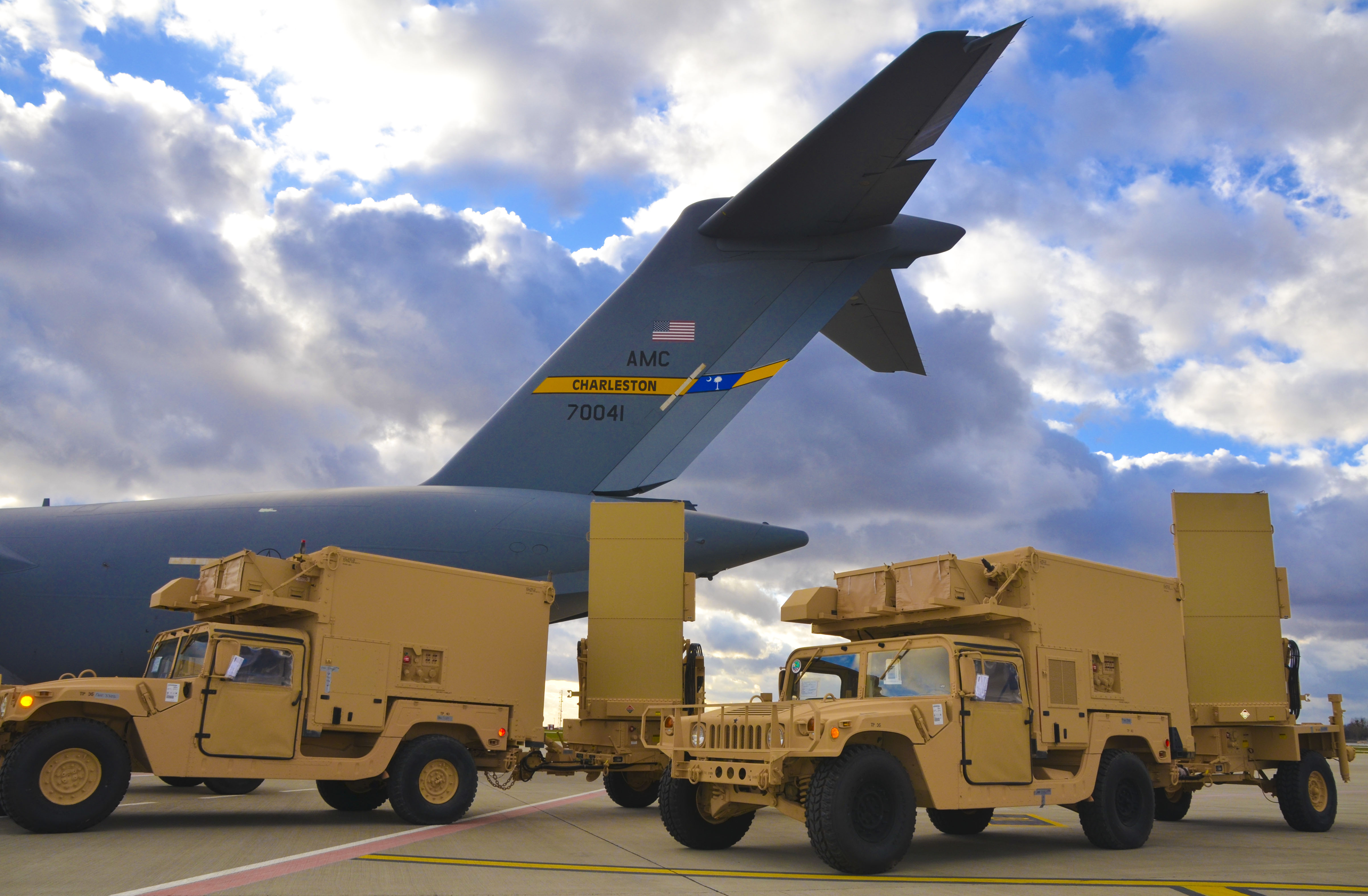
Дві одиниці AN/TPQ-36 доставлені до України. Львів, 14 листопада 2015.

Починаючи з 2010 року установка перебувала на озброєнні:
- США:
  - Армія США — 98[1]
  - Корпус морської піхоти США — 23[2]
- Австралія — 7[3]
- Йорданія — 7 (разом з AN/TPQ-37)[4]
- Україна — більше 25, станом на 2022 рік
- Нідерланди — 6[5]
- Греція — 5[6]
- Шрі-Ланка — 2[7]
- Іспанія — 2[8]
- Туреччина — 1[9]
- Єгипет — 1[10]
- Саудівська Аравія — 1 (разом з AN/TPQ-37)[11]
- Пакистан — 1[12]
- Південна Корея — 1[13]
- Сінгапур — 1[14]
- Таїланд — 1[15]

### Україна
Американські контрбатарейні РЛС почали поставлятися в Україну з 2015 року в рамках військової нелетальної допомоги США для протидії російській збройній агресії. Поставлялися AN/TPQ-48, AN/TPQ-49 та AN/TPQ-36. Ці системи відразу ж були направлені на Донбас, допомагати українським воїнам у виявленні та придушенні ворожих артилерійських систем.
- 2 одиниці передано у листопаді 2015.[18][19][20]
- 4 одиниці — у липні 2016.[21][22]
- 2 одиниці — 17 серпня 2018 року. Сертифікати на РЛС були вручені командирам розрахунків 15-го реактивного артилерійського полку.[16] До цього дня публічно було відомо про передачу 6 станцій AN/TPQ-36,[17] а посол США в Україні Марі Йованович після церемонії зазначила, що США вже передали Україні 11 таких станцій.[23]
- 2 одиниці було передано 20 травня 2019 року.[24]

Постачання тривало і після початку повномасштабної російської агресії в лютому 2022 року:
- 5 одиниць в березні 2022 року мало намір передати Україні міністерство оборони Нідерландів плюс іще 2 радара Squire[25][26].
- 10 одиниць в квітні 2022 року: 13 квітня 2022 року Пентагон оприлюднив подробиці нового пакету матеріально-технічної допомоги Україні до складу якої увійшло 10 радарів AN/TPQ-36[27][28].
- 6 одиниць в травні 2022 року: 6 травня 2022 року було оголошено про новий пакет допомоги Україні. До нього увійшло 3 рухомі РЛС контрбатарейної боротьби AN/TPQ-36[29], про передачу іще 3 було оголошено 19 травня[30].